# Gursahaiganj
Gursahaiganj é uma cidade e um município no distrito de Kannauj, no estado indiano de Uttar Pradesh.

## Geografia
Gursahaiganj está localizada a 27° 07′ N, 79° 43′ L. Tem uma altitude média de 146 metros (479 pés).

## Demografia
Segundo o censo de 2001, Gursahaiganj tinha uma população de 35,752 habitantes. Os indivíduos do sexo masculino constituem 53% da população e os do sexo feminino 47%. Gursahaiganj tem uma taxa de literacia de 50%, inferior à média nacional de 59.5%: a literacia no sexo masculino é de 57% e no sexo feminino é de 43%. Em Gursahaiganj, 17% da população está abaixo dos 6 anos de idade.